# Лещевский (приток Кумбуксы)
Лещевский — ручей в России, протекает по территории Чёлмужского сельского поселения Медвежьегорского района Республики Карелии. Длина ручья — 15 км.
Ручей берёт начало из болота без названия. Течёт по заболоченной местности.
Ручей имеет один приток длиной 1 км.
Втекает на высоте выше 157,6 м над уровнем моря в реку Кумбуксу, впадающую в реку Вожму, которая, в свою очередь, впадает в Выгозеро.
Населённые пункты на ручье отсутствуют.
Код объекта в государственном водном реестре — 02020001212202000005520.